# 파트리크 셰베리
얀 니클라스 파트리크 셰베리(스웨덴어: Jan Niklas Patrik Sjöberg, 1965년 1월 5일 ~ )는 전 스웨덴의 높이뛰기 선수이며, 세계 기록 보유자였다.
예테보리 출신으로 2.42m(7 피트 11.3 인치)와 함께 그는 스웨덴 기록은 물론 높이뛰기에서 유럽 기록을 보유하였다.
1987년 6월 30일 스톡홀름에서 세운 세계 기록 2.42m는 역사상 4번째로 최고이며, 하비에르 소토마요르 만이 3개의 제전에서 더 높은 점프를 이루었다. 셰베리는 또한 2.38m(1985년)와 2.41m(1987년)의 점수와 함께 2회의 세계 실내 기록 보유자이다. 1989년 아킬레스건 수술을 받고 그의 경력이 기울어졌다.
셰베리는 1987년 세계 육상 선수권 대회 금메달을 획득하였고, 3개의 올림픽 메달들 - 1984년과 1992년의 은메달과 1988년에 동메달을 수집하였다. 그는 2개 이상의 올림픽에서 메달들을 획득한 단 하나의 높이뛰기 선수이다.
셰베리는 1985년 스벤스카 다그블라데트 금메달을 받았다. 그는 후반에 많은 스웨덴의 높이뛰기 선수들 카이사 베리크비스트, 리누스 퇴른블라드, 스테판 스트란드와 스테판 홀름에게 영향을 끼쳤다. 그의 세계 기록 2.42m는 1년 후, 서울 올림픽이 열리기 전에 소토마요르가 2.43m를 점프하면서 깨졌다.
그는 현재 2014년 렛츠 댄스에서 명성 무용가이다.